# Jeon Ki-young
Jeon Ki-young (koreanisch 전기영; * 11. Juli 1973 in Cheongju, Chungcheongbuk-do) ist ein südkoreanischer Judoka.

## Sportliche Karriere
Beim Olympischen Judoturnier 1996 in Atlanta gewann Jeon Ki-young im Alter von 23 Jahren die Goldmedaille im Mittelgewicht bis 90 kg. Im Finale besiegte er den Usbeken Armen Bagdasarov mit Ippon. Bereits 1993 wurde er erstmals Weltmeister in der Gewichtsklasse bis 78 kg und wiederholte diesen Erfolg nochmals 1995 und 1997 jeweils in der Gewichtsklasse bis 86 kg. 1995 wurde er in derselben Gewichtsklasse außerdem Asienmeister.
Im Jahr 1999 beendete er seine Karriere und arbeitete fortan als Trainer. 2015 wurde er in die Hall of Fame des Weltverbandes aufgenommen.